# قزمة الفرس الأعظم الكروية
قزمة الفرس الأعظم الكروية - (المعروفة أيضا باسم أندروميدا 6 وتختصر التسمية Peg dSph ) هي مجرة قزمة كروية عضو في المجموعة المحلية ومجرة قمرية لمجرة المرأة المسلسلة (M31). قزمة الفرس الأعظم الكروية تقع في الوقت الحاضر في اتجاه كوكبة الفرس الأعظم على بعد يقدر بحوالي 2.7 مليون سنة ضوئية .

## وصلات خارجية
- NASA/IPAC Extragalactic Database: Pegasus Dwarf Spheroidal
- Armandroff, Jacoby, & Davies, "Low Surface Brightness Galaxies around M31", Astrophys. J. 118, 1220-1229 (1999).